# خيسوس روجاس
خيسوس روجاس (بالإسبانية: Jesús Kiki Rojas)‏ (31 يناير 1964 في فنزويلا - ) هو ملاكم فنزويلي، صنّف ضمن فئة وزن الذبابة الممتاز ‏.

## إحصائيات
خاض خلال مسيرته 51 نزالا، فاز في 36 وتعادل في 4 وخسر في 10. فاز بالضربة القاضية في 20 نزالا.

## روابط خارجية
- خيسوس روجاس على موقع بوكس ريك (الإنجليزية) (registration required)